# 5世紀南京
|        | 南京历史 |
| 世纪： | 前2世纪南京 \| 前1世纪南京 \| 1世纪南京 \| 2世纪南京 \| 3世纪南京 \| 4世纪南京 \| 5世纪南京 \| 6世纪南京 \| 7世纪南京 \| 8世纪南京 \| 9世纪南京 \| 10世纪南京 \| 11世纪南京 |

南京于：400年-420年，为东晋京师建康（403年-404年为桓楚占据）；420年-479年，为南朝宋都城建康；479年-500年，为南朝齐都城建康。

## 大事记

### 400年代
- 403年，桓玄于建康自封楚王，旋称楚帝，改元永始。
- 404年，刘裕起兵平乱，司马德宗复帝位。

### 410年代
- 410年，孙恩、卢循率军东下建康，被刘裕击退，史称孙卢之乱。
- 415年，建康大水，淹太庙，百官赴救。
- 417年，刘裕率军北伐，克后秦都城长安，送斩其主于建康，迁其宗室于江南，尽收汉魏旧器、图籍并百工归于建康；设锦署于斗场市，开南京织锦业之始。
- 418年，刘裕弑司马德宗，立司马德文。

### 420年代
- 420年，刘裕代晋称帝，改国号宋，改元永初，都建康；司马德文逊位，废为零陵王，置宫秣陵，旋被杀；行土断、检籍政策，诏令北方鲜卑后裔及氐、羌、羯等少数民族“断土落籍”于建康。
- 421年，二月，刘裕亲试诸州郡秀才、孝廉于延贤堂；四月，刘裕数至华林园听讼，遂沿为制度。
- 422年，正月，诏兴国学，选儒官；五月，刘裕卒于西殿，葬于蒋山初宁陵（今麒麟门附近），始置神道石刻，立刘义符；设纸官署于建康；谢灵运创山水诗派于建康。
- 424年，刘义符游戏无度，为执政徐羡之等废杀，迎立刘义隆，改元元嘉，开始元嘉之治；西域僧畺良耶舍译《观无量寿经》于建康。
- 426年，刘义隆以徐羡之弑君罪而诛杀之；诏令裴松之作注《三国志》。
- 427年，建康疾疫，遣使巡行查灾，赐医药、棺木。
- 428年，正月，大风，刘义隆诏百官献谠言，指陈得失；师子国遣使至建康表请共弘佛法。

### 430年代
- 430年，十月，立钱署，铸四铢钱。
- 431年，正月，西域僧求那跋摩应邀至建康传法、译经；谢灵运、段淳等造《四部书目》。
- 434年，诏群臣于乐游苑宴饮赋诗；六月，省魏郡，并其民入建康；中国首批比丘尼于南林寺如律受戒；慧琳作《白黑论》，引发建康儒佛争辩。
- 435年，六月，建康大水深可行船，诏令调拨百万斛大米赈灾。
- 436年，檀道济以谋反罪被诛于建康。
- 438年，七月，新作东宫；十月，征处士雷次宗于鸡笼山开儒学馆，遂又分设玄学、文学、史学学馆。
- 439年，正月，讲武北郊；省费县入建康临沂县；置上定林寺。

### 440年代
- 442年，诏立国子学，临儒学，赐诸生帛。
- 443年，正月，于台城东西各开万春、千秋门；诏依山谦之所撰仪注为制，置籍田； 置医学； 成《元嘉历》，后颁行全国。
- 444年，刘义庆成《世说新语》于建康。
- 445年，七月，迁“缘沔蛮”14000余口至建康为营户；十月，疏浚秦淮河，开湖熟废田千顷；十二月，范晔因参与宫变被杀，遗有《后汉书》；备郊庙之乐；凿天渊池、筑景阳楼于台城。
- 446年，六月，诏筑北堤，立玄武湖；穿池凿山、广建殿宇于华林园。

### 450年代
- 450年，正月，破雍州蛮，迁降人25000余户至建康为营户；十二月，魏军南侵瓜步（今六合区），扬言渡江，建康大震。
- 451年，九月，魏宋复通好，互市；冬，分徙彭城、淮西万户流民于瓜步、姑孰。
- 453年，二月，刘劭弑刘义隆于含章殿，自立，改元太初；三月，刘骏起兵讨伐刘劭，自寻阳东下至新亭（今南京南）即位；五月，克台城，杀刘劭。
- 454年，正月，刘骏登帝位，改元孝建；铸孝建四铢钱，民间盗铸者众；三月，以叛臣诸子藏匿建康，诏令建康、江宁、秣陵、湖熟县令下狱；六月，分五郡而置东扬州；罢南蛮校蔚，迁营至建康；十月，诏建仲尼庙，礼同诸侯。
- 455年，八月，弛诸苑禁，假与贫民；十月，诏令改革王侯车服、器用、乐舞之制，以削弱王侯之权。
- 456年，二月，刘骏策试孝廉、秀才于东宫；定朔望日临西堂视事；禁民车及酒器用铜；允缴铜铸钱以赎刑；鲍照任秣陵令。
- 457年，正月，改元大明；建康雨灾，旋疾疫；五月，改景阳楼为庆云楼、清暑殿为嘉禾殿、芳香琴堂为连理堂；九月，建康、秣陵二县各置一都官从事，司水火劫盗；十月，诏官民直奏其事，设听政日亲览。
- 458年，七月，江宁令苏宝生以有僧、民谋反坐死；诏汰沙门，设诸科禁，然未尽行。
- 459年，二月，以扬州六郡之地为王畿，罢扬州；七月，大赦，王畿贫民蠲租一岁；九月，立上林苑于玄武湖北，迁南、北二郊坛而更作之；十一月，诏依晋制，立蚕宫于西郊，供皇后行“亲桑之礼”；颁《占山格》，允官民占山修作。

### 460年代
- 460年，四月，南琅琊隶王畿；建康疾疫，遣使赈恤；十二月，刘骏巡建康县，释狱囚；魏遣使请和；改《晋律》。
- 461年，闰九月，诏修南、北驰道；刘骏阅武玄武湖西岸，巡江乘，诏建明堂，诏赈建康雨灾；琅琊、阳都并入临沂、江乘县；立怀德县。
- 462年，四月，新作大航门（朱雀门）；五月，置凌室于覆舟山以藏冰；十月，上林苑内丘墓许还合葬。
- 463年，正月，刘骏阅水师于玄武湖；二月，巡乌江六合山讲武校猎。割历阳、秦郡而置临江郡；八月，岁不稔，遣官讯王畿刑狱，详省律令、赈济贫民。
- 464年，刘骏卒，葬秣陵岩山宁陵；刘子业即位，改元永光；旱欠七年，建康升米百余钱，饥死者十之六七。
- 465年，二月，改铸二铢钱，旋开钱禁，钱质更劣，斗米万钱，旋罢；三月，废临江郡，所属怀德县改隶秦郡；八月，刘子业亲政，改元景和；以石头城、东府城、北邸、南第为宫苑，建康外围府第城堡尽作离宫别馆、游宴之所；罢东扬州并扬州；九月，刘子业亲讨徐州刺史刘昶，次月还瓜步；十一月，刘彧弑刘子业于华林园，葬南郊坛，旋即位，改元泰始。
- 466年，刘子勋争位败死；刘彧杀兄刘骏28子；徐州刺史薛安都降魏；废元嘉、孝建及新铸各钱而专用古钱（五铢钱）。
- 467年，正月，建康雨雪，遣使赈赐；北讨失败，遂失淮北及下邳等郡；九月，皇后率六宫以下班赐北征将士杂衣、金钗；建崇虚馆，召道士陆静修至建康弘道，后撰成《三洞经书目录》。
- 469年，六月，以军兴后百官断俸而给生食；诏举隐逸；魏遣使建康修和，信使岁通。

### 470年代
- 470年，正月，诏定间二年祭南郊，间一年祭明堂之制；九月，立总明观（又称东观）于冶山（今朝天宫）。
- 471年，刘彧杀诸兄，惟休范以才庸得免；刘彧“舍宅为寺”，以故第作湘宫寺；置“围棋州邑”而定棋手品级。
- 472年，四月，刘彧卒，葬幕府山高宁陵；刘昱即位，改元元徽；始行“三调”税制。
- 474年，五月，刘休范起兵攻建康，败亡；大赦，诏令建康掩埋阵亡者。
- 475年，建康大火、大水，遣使赈赐；上定林寺法献西行取经，后获佛牙等而返。
- 477年，七月，萧道成弑后废帝于仁寿殿，贬其苍梧王，立刘准，改元昇明。
- 478年，萧道成归镇东府，加都督中外诸军事、太傅、领扬州牧，表请禁奇饰丽服。
- 479年，三月，进萧道成齐公、相国，以石头城为世子宫；四月，萧道成受宋禅称帝，改国号齐，改元建元，都建康；废刘准，随弑之；五月，改元嘉历为建元历。

### 480年代
- 480年，置板籍官，检定黄籍；五月，改建康城围“惟设竹篱”，始用砖“立六门都墙”。
- 482年，正月，建国子学，旋罢；三月，萧道成卒，萧赜即位，改元永明。
- 483年，正月，筑青溪旧宫，新作娄湖、芳林二苑；明僧绍舍宅为寺而建栖霞精舍于摄山（今栖霞山）；八月，魏使李彪至建康，南北复友好；移琅琊城于白下，秦郡入齐郡，谯县改属南琅琊郡。
- 484年，萧赜阅兵玄武湖；道士孙游岳奉诏掌教建康；明仲璋承父明僧绍志始凿岩造佛像于摄山。
- 485年，复立国学；废总明观而立学士馆；赦建康三百里内，赈恤贫民。
- 487年，九月 诏蠲下贫户，命京师及四方出钱购米谷丝绵，平抑物价；萧子良设西邸于鸡笼山，始集文学之士讲学，抄五经、百家而成《四部要略》，其最著者竟陵八友，创永明体诗风；广征名僧大行法会、造经呗新声，成《略成实论》而风行一时；起新林苑；刺史韩麒麟言时弊。
- 488年，祖冲之于覆舟山下乐游苑造水碓磨。
- 489年，范缜以“神灭”之说与萧子良大辩“因果”于西邸。

### 490年代
- 491年，九月，讲武琅琊城，观者倾都。
- 492年，秋，天竺僧求那毗地于建康译成《百喻经》。
- 493年，五月，以水旱成灾，权断京师二县酒，旋赈赐建康居民；七月，萧赜卒于延昌殿，立萧昭业，改元隆昌；王肃投魏，北传江左文物典制，促进孝文帝改革。
- 494年，七月，萧鸾弑萧昭业于延德殿，立萧昭文，改元延兴，旋杀诸王；十月，萧鸾废萧昭文为海陵王，旋杀之，自立，改元建武；谢朓赴宣城太守任前感怀建康而作《晚登三山还望京邑》。
- 495年，诏三百里狱讼集建康听览；诏修晋帝诸陵，增守卫；罢东田，毁兴光楼。
- 498年，七月，萧鸾卒，萧宝卷即位，是为东昏侯。
- 499年，正月，诏策秀才、孝廉考课百司；七月，建康地震、风灾，水入石头，漂杀缘淮居民，十围树及官舍皆堰拔；萧遥光居东府反、陈显达起兵围建康皆败死；萧宝卷每出游，“逐民于郊外，数十里皆空家尽舍”。更“置射雉场二百九十六所，郊郭惟翳，四民皆废业”。
- 500年，建康宫城大火，烧屋3000余，仅太极殿以南及东阁旧殿数区得存，旋兴土木，大起芳乐、玉寿等诸殿高阁，极尽奢侈，百姓苦于赋役，号泣道路；崔慧景叛攻建康，败死。